# Aandammerbrug

De Aandammerbrug is een enkele ophaalbrug die de Poppendammergouw in Amsterdam-Noord (Landelijk Noord) verbindt met de Aandammergouw in Zuiderwoude (gemeente Waterland). 

## Geschiedenis

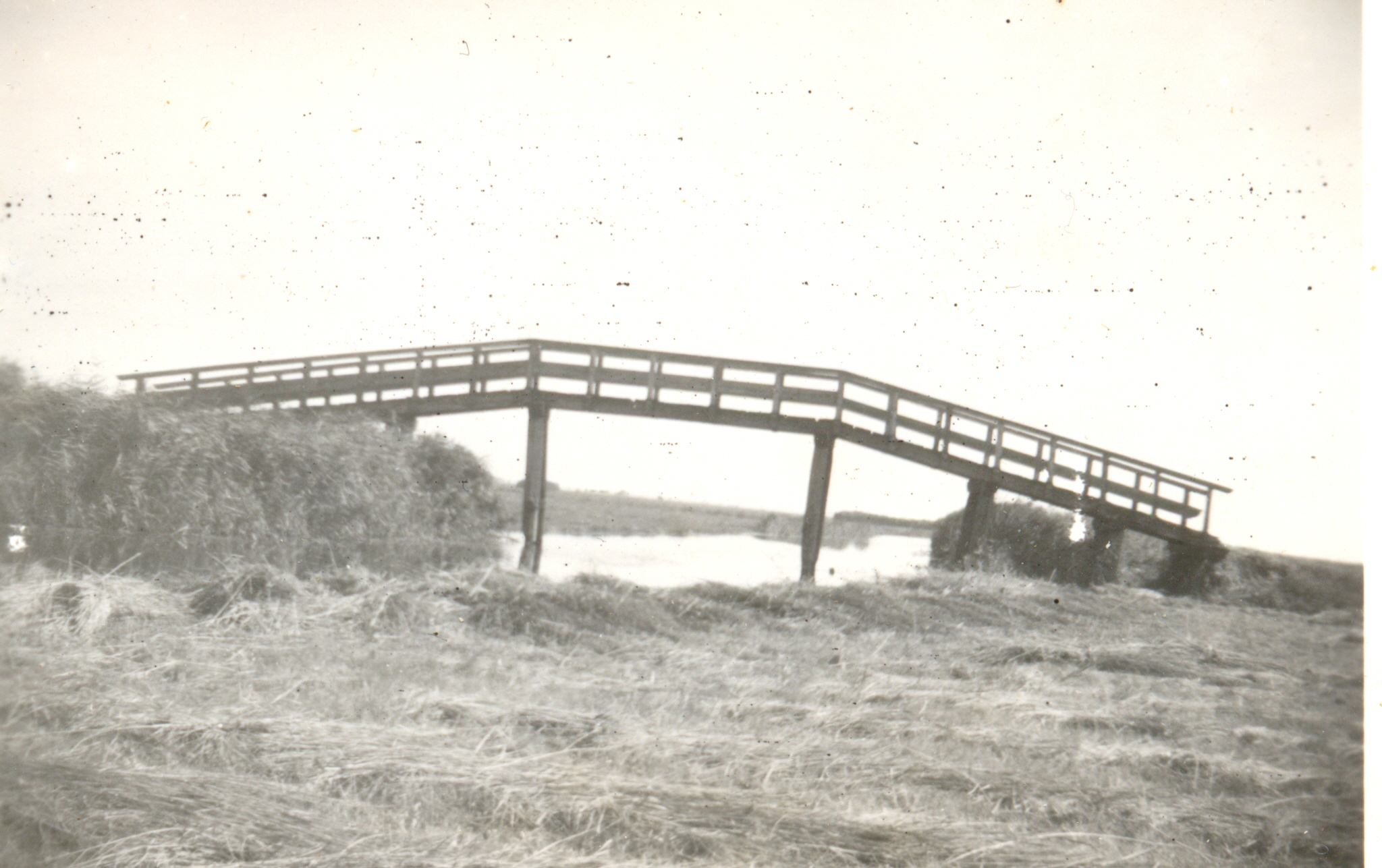
Aandammerbrug voor 1951

Deze verkeersbrug ligt in een ruim gebied dat al eeuwenlang dient tot landbouw en veeteelt. De voornaamste infrastructuur werd gevormd door ontelbare slootjes en sloten; binnen het gebied lopen slechts enkele wegen. De brug voert over het Angenie; een redelijk drukbevaren (pleziervaart) water dat het Bozenmeertje met de Holysloter Die verbindt. Het smalle bruggetje wordt vooral door fietsers gebruikt, maar er kunnen ook auto's en landbouwvoertuigen (een tegelijk) overheen. Het bouwwerk ligt nabij de plaats waar ooit het gehucht Poppendam gelegen moet hebben. Op de kaart van J. Kuypers voor de Gemeente Atlas van Nederland van 1870 staat op deze plek al een brug ingetekend, ze ligt dan over de natuurlijke grens tussen de gemeenten Ransdorp en Broek in Waterland. Dit was een houten loopbrug van hooguit 1 meter breed (zie foto). De moderne geschiedenis van de brug begint in 1951; er werd toen een nieuwe brug neergelegd. Om de palen onder de brug weerstand te geven zijn de brughoofden handmatig vanuit een praam aangevuld met zand. Er waren verschillende pramen met zand nodig voordat de brug gebouwd kon worden. De brug is, voor rijdend verkeer, 2,07 meter breed. De brug is in 2014 door de gemeente Waterland gerenoveerd. De brug heeft het uiterlijk (hoge zijl) van andere ophaalbruggen in Landelijk Noord en Waterland.
De brug ligt op het grondgebied van gemeente Amsterdam, dat in 1921 Ransdorp opslokte en had jarenlang het nummer 58P (P staande voor extern beheer; in dit geval gemeente Waterland). Sinds 2018 draagt ze in Amsterdam officieel (daarvoor officieus) de naam Aandammerbrug naar de straat waarin ze ligt; alhoewel sommigen de naam "Poppendammerbrug" ook wel gebruiken. Ze had toen al brugnummer 2090. Het is een van de kleinste verkeersbruggen in Amsterdam. 
In 1998 is er bij deze brug een tv-reclame opgenomen van een bekend Fries drankmerk waarin  een aantal jongeren door het ijs zakt, doordat ze de Friese waarschuwing van een oudere man niet snappen.

## Jaren twintig

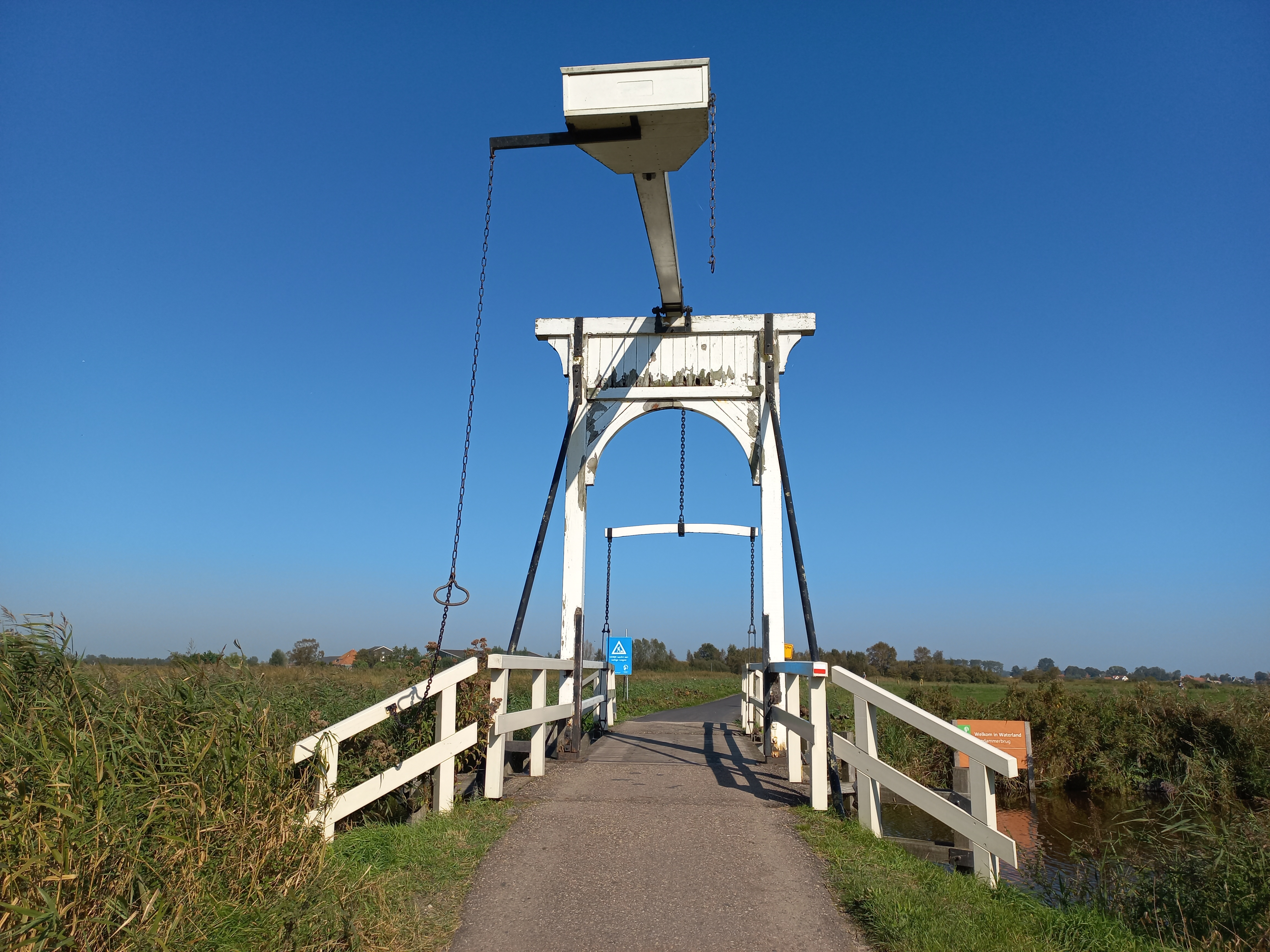
Aandammerbrug (september 2024)

In de beginjaren twintig van de 21e eeuw werd geconstateerd dat de brug versleten was. Bovendien wilde men niet meer dat booteigenaren zelf de bediening moesten verzorgen. Wat ook meetelde was dat de brug te kostbaar is in het onderhoud; ze ligt immers afgelegen ten opzichte van Amsterdam. Men koos er daarom voor de brug te vervangen door eenzelfde brugtype, maar dan een die vastgezet is. Het brugdek zou 1,10 meter boven het waterpeil komen te liggen. Daar ontstond discussie over, omdat die hoogte te gering wordt bevonden. Amsterdam wilde de brug in het voorjaar van 2025 vernieuwen, onderzoek betreffende de doorvaarthoogte zorgde (mede) voor vertraging; begin 2025 werd aangekondigd dat de werkzaamheden in 2026 zullen plaatsvinden. Aan de breedte van de overspanning zou niet getornd worden.
Het televisieprogramma Binnenstebuiten heeft op 14 september 2020 een item uitgezonden over de directe omgeving van de Aandammerbrug.
<<< · 2000 · 2001 · 2002 · 2003 · 2004 · 2005 · 2006 · 2007 · 2008 · 2009 · 2010 · 2011 · 2012 · 2013 · 2014 · 2015 · 2016 · 2017 · 2018 · 2019 · 2020 · 2021 · 2022 · 2023 · 2025 · 2026 · 2027 · 2028 · 2029 · 2030 · 2031 · 2032 · 2033 · 2034 · 2035 · 2036 · 2037 · 2038 · 2039 · 2040 · 2041 · 2042 · 2043 · 2044 · 2045 · 2046 · 2047 · 2048 · 2050 · 2051 · 2054 · 2060 · 2080 · 2085-2089 · 2090 · 2091 · 2092 · 2093 · 2094 · 2095 · 2096 · 2097 · 2098 · 2099
De overige brugnummers waren in januari 2022 (nog) niet bekend; de Uyllanderbrug ligt officieel in Diemen, maar heeft de Amsterdamse nummering 2007.